# Guerra de ideas
Una guerra de ideas es un choque o desacuerdo de ideas opuestas, de ideologías, o conceptos a través de los cuales las naciones o grupos de países utilizan la influencia estratégica para promover sus intereses en el exterior. El "espacio de batalla" de este conflicto es el "ganar corazones y mentes de la población objetivo", mientras que las "armas" pueden incluir, entre otras fuentes, Think tanks, programas de televisión, periódicos artículos, Internet, blogs, documentos oficiales de política del gobierno, diplomacia tradicional, diplomacia pública y/o emisiones de radio.
Antulio J. Echevarria, director de investigación del Instituto de Estudios Estratégicos de la U.S. Army War College definió la "guerra de ideas" en su libro Wars of Ideas and The War of Ideas como:

...un choque de visiones, conceptos e imágenes y, especialmente, la interpretación de las mismas. Son, de hecho, guerras genuinas, aunque la violencia física pueda ser mínima, porque tienen un propósito político, sociocultural o económico, e involucran intenciones hostiles o actos hostiles... Cuatro categorías generales [incluyen].. .(a) debates intelectuales, (b) guerras ideológicas, (c) guerras por dogmas religiosos, y (d) campañas publicitarias. Todos ellos tienen que ver esencialmente con el poder y la influencia, al igual que con las guerras por el territorio y los recursos materiales, y lo que está en juego puede ser muy alto.

## Historia del concepto
Las ideas de los economistas y los filósofos políticos, tanto cuando tienen razón como cuando están equivocadas, son más poderosas de lo que comúnmente se cree. De hecho, el mundo está gobernado por poco más. Los hombres prácticos, que se creen completamente exentos de toda influencia intelectual, suelen ser esclavos de algún economista difunto. Los locos con autoridad, que oyen voces en el aire, destilan su frenesí de algún escritorzuelo académico de hace unos años.
John Maynard Keynes Teoría general del empleo, el interés y el dinero 

En 1993, el analista de la Heritage Foundation James A. Phillips usó el término "guerra de ideas" para describir el papel fundamental desempeñado por el National Endowment for Democracy (NED) en la batalla ideológica por la protección de la democracia. Phillips defendió a la NED como "un arma importante en la guerra de las ideas", contra las dictaduras comunistas en control de China, Cuba, Corea del Norte, y Vietnam. En un informe de política exterior del Instituto Cato, se argumentó que ya no era necesaria la NED porque "el Occidente democrático ha ganado la guerra de ideas contra sus adversarios comunistas".
Según Lawrence W. Reed, "En la década de 1990, el término 'guerra de ideas' se utilizó para polarizar los debates sobre los sistemas económicos con el socialismo y la planificación central en un extremo del espectro y la libre empresa y la propiedad privada en el otro".
En 2008, Antulio J. Echevarría, en su monografía titulada Wars of Ideas and the War of Ideas, "ofrece un breve examen de cuatro tipos comunes de guerras de ideas y analiza cómo Estados Unidos, sus aliados y socios estratégicos podrían proceder en la guerra de ideas. " Si bien siente que una mejor comprensión de estas diferencias entre las guerras de ideas puede ayudar a comprender mejor esta estrategia, Echevarría concluye que "los eventos físicos, ya sean diseñados o incidentales, son en algunos aspectos más importantes para el curso y el resultado de una guerra de ideas que las ideas mismas".
En una publicación de la revista del New York Times en conmemoración del décimo aniversario de los ataques del 11 de septiembre, se llevó a cabo una mesa redonda que reunió a Paul Berman, Scott Malcomson, James Traub, David Rieff, Ian Burama y Michael Ignatieff. Malcomson observó que "la reacción estadounidense al ser atacado el 11 de septiembre fue en muchos sentidos intelectual. El presidente George W. Bush tendía a enmarcarlo de esa manera: el ataque estaba en nuestros "valores", y la "guerra contra el terror" era una guerra de ideas destinada a promover la idea de la libertad".

## Debates intelectuales como guerras de ideas
Los debates intelectuales se convierten en guerras de ideas cuando se abandonan los conceptos académicos de neutralidad y objetividad y los problemas se convierten en disputas amargas y divisorias. Echevarria argumentó (2008) que en Estados Unidos temas como el aborto, el "diseño inteligente" y la evolución son ??guerras de ideas. Cuando un debate intelectual se convierte en una guerra de ideas
... [l]os lados opuestos rara vez cambian sus posiciones en función de la introducción de nueva evidencia o nuevas formas de evaluar la evidencia existente. Por lo tanto, las guerras de ideas rara vez se resuelven en función de los méritos de las ideas mismas. En cambio, tienden a prolongarse, a menos que ocurra un evento que haga que los beligerantes centren su atención en otra parte (Echevarria).|Instituto de Estudios Estratégicos del Colegio de Guerra del Ejército de EE. UU. (SSI)
usos de Echevarría La controvertida tesis de la inconmensurabilidad de Kuhn como una reivindicación del relativismo y, por tanto, una defensa del compromiso en la guerra de las ideas. Thomas Samuel Kuhn (1922–1996), quien es uno de los filósofos de la ciencia más influyentes del siglo XX, publicó La estructura de las revoluciones científicas (1962), una de las publicaciones más citadas, en la que desarrolló la tesis de la tesis de la inconmensurabilidad, donde argumentó que "las teorías de diferentes períodos sufren de ciertos tipos profundos de fallas de comparabilidad". La idea central es que el desarrollo de la ciencia está impulsado por la adhesión a los paradigmas. Si un paradigma particular no puede resolver una anomalía, puede resultar en una crisis en la ciencia. Un paradigma existente puede ser reemplazado por un paradigma rival. Puede que no haya una medida común para evaluar las teorías científicas en competencia. Son 'inconmensurables'.
Una mala interpretación común de los paradigmas es la creencia de que el descubrimiento de cambio de paradigma y la naturaleza dinámica de la ciencia (con sus muchas oportunidades para juicios subjetivos por parte de los científicos) son un caso para el relativismo: la visión de que todos tipos de sistemas de creencias son iguales. Kuhn niega con vehemencia esta interpretación y afirma que cuando un paradigma científico es reemplazado por uno nuevo, aunque sea a través de un proceso social complejo, el nuevo es "siempre mejor", no solo diferente.
Estas afirmaciones del relativismo están, sin embargo, ligadas a otra afirmación que Kuhn respalda al menos un poco: que el lenguaje y las teorías de diferentes paradigmas no pueden traducirse entre sí o evaluarse racionalmente entre sí — que son inconmensurables. Esto dio lugar a que se hablara mucho de diferentes pueblos y culturas que tenían visiones del mundo o esquemas conceptuales radicalmente diferentes — tan diferentes que, sea uno mejor o no, no pueden entenderse entre sí. Sin embargo, el filósofo Donald Davidson publicó un ensayo de gran prestigio en 1974, "Sobre la idea misma de un esquema conceptual" (Actas y direcciones of the American Philosophical Association, Vol. 47, (1973-1974), pp. 5–20) argumentando que la noción de que cualquier lenguaje o teoría podría ser inconmensurable entre sí era en sí misma incoherente. Si esto es correcto, las afirmaciones de Kuhn deben tomarse en un sentido más débil de lo que suelen ser. Además, el dominio del análisis kuhniano sobre las ciencias sociales ha sido tenue durante mucho tiempo con la amplia aplicación de enfoques multiparadigmáticos para comprender el comportamiento humano complejo (ver, por ejemplo, John Hassard, Sociology and Organization Theory: Positivism , paradigma y posmodernidad", Cambridge University Press, 1993, ISBN 0521350344.)

## En la política estadounidense
Según el politólogo Andrew Rich, autor de Think Tanks, Public Policy, and the Politics of Expertise La "guerra de ideas" es "fundamentalmente una batalla entre liberales y conservadores, progresistas y libertarios, sobre el papel apropiado del gobierno".
Thomas E. Mann y Norm Ornstein afirman que la disfuncionalidad de la política estadounidense es peor que nunca. "La polarización ideológica y partidista que ahora sufrimos llega en un momento en que los problemas críticos claman por una resolución, lo que genera una mezcla particularmente tóxica".
La polarización partidista extrema y asimétrica que ha evolucionado a lo largo de varias décadas, reflejando inicialmente diferencias ideológicas cada vez mayores pero luego extendiéndose mucho más allá de los temas que normalmente dividen a los partidos para promover intereses electorales estratégicos, encaja con dificultad en un conjunto de instituciones de gobierno que pone barreras sustanciales a la mayoría. regla. Para mejorar ese ajuste, ya sea produciendo combatientes menos polarizados o haciendo que las instituciones y prácticas políticas respondan más a los partidos de tipo parlamentario, nosotros, como pueblo, debemos pensar en reformas ambiciosas de las reglas electorales y los arreglos de gobierno. Lo primero puede incluir, por ejemplo, centrarse más en el lado de la demanda de financiación de campañas que en el lado de la oferta.
Bruce Thornton del Instituto Hoover argumenta que la polarización es buena para la democracia y que "el compromiso bipartidista está profundamente sobrevalorado".
Darrell West, el vicepresidente y director de estudios de gobernanza de la Brookings Institution afirma que estamos viviendo en "universos políticos paralelos aparentemente incapaces de comprenderse o tratarse entre sí". "El compromiso se ha convertido en una mala palabra entre muchos reporteros, votantes y organizaciones de defensa, y esto limita la capacidad de los líderes para abordar importantes problemas de política". Esto dificulta que los líderes "dirijan y gobiernen con eficacia". Los que están fuera del gobierno, como "individuos, grupos de defensa, empresas y medios de comunicación" deben reconocer cómo "sus propios comportamientos obstaculizan el liderazgo y dificultan que los funcionarios electos y administrativos negocien y negocien". La formulación de políticas hoy en día está "plagada de una polarización partidista extrema". La cobertura de noticias no informa las discusiones cívicas. Hay una falta de civismo político. Las prácticas políticas desalientan el compromiso, la negociación y la negociación.

## En la política canadiense
Tom Flanagan observó que Escuela de Calgary profesores de ciencias políticas, Barry Cooper, Ted Morton, Rainer Knopff y el profesor de historia David Bercuson y sus estudiantes Stephen Harper, Ezra Levant desempeñaron un "papel honorable" ayudando a los conservadores a ganar "la guerra de las ideas" en Canadá.

## En la política exterior de EE.UU.
Hay dos escuelas principales de pensamiento sobre cómo abordar la guerra de ideas. El primer enfoque aboga por tratar el conflicto como un asunto que se aborda mejor a través de la diplomacia pública, definida como la transmisión de información a través de un amplio espectro que incluye asuntos culturales y acción política. En consecuencia, este punto de vista llama a revitalizar o transformar el U.S. Departamento de Estado y muchas de las herramientas tradicionales de arte de gobernar. Esta escuela de pensamiento sostiene que la diplomacia pública estadounidense declinó después de la Guerra Fría, como lo demuestra la desaparición de U.S. Agencia de Información en 1999, y la reducción o eliminación de programas de comunicaciones estratégicas como "Voice of America" y Radio Free Europe/Radio Liberty. El remedio, entonces, según este punto de vista, es volver a involucrar al mundo, especialmente al mundo árabe-musulmán, revitalizando tanto la forma como el contenido de la diplomacia pública estadounidense y las comunicaciones estratégicas, y reforzando esas comunicaciones con programas concretos que invierten en las personas, crear oportunidades para intercambios positivos y ayudar a construir amistades. De hecho, Radio Free Europe/Radio Liberty, y su componente iraquí, Radio Free Iraq, y Al-Hurra TV ahora participan activamente en los esfuerzos de comunicación estratégica de EE. UU., aunque con una efectividad discutible; todo esto ha ocurrido, en parte, tomando recursos de Voice of America.
En contraste directo, la segunda escuela de pensamiento aboga por tratar la guerra de ideas como una "guerra real", en la que el objetivo es destruir la influencia y la credibilidad de la ideología opuesta, incluida la neutralización de sus principales defensores. Este enfoque ve a la diplomacia pública como una herramienta esencial pero insuficiente porque requiere demasiado tiempo para lograr los resultados deseados y hace poco para ayudar a los esfuerzos inmediatos de las fuerzas de combate en el campo. Para esta escuela de pensamiento, el enfoque principal de la guerra de ideas debería ser cómo usar las formas y los medios de guerra de información para eliminar a los grupos terroristas.

## Uso durante la Guerra Fría

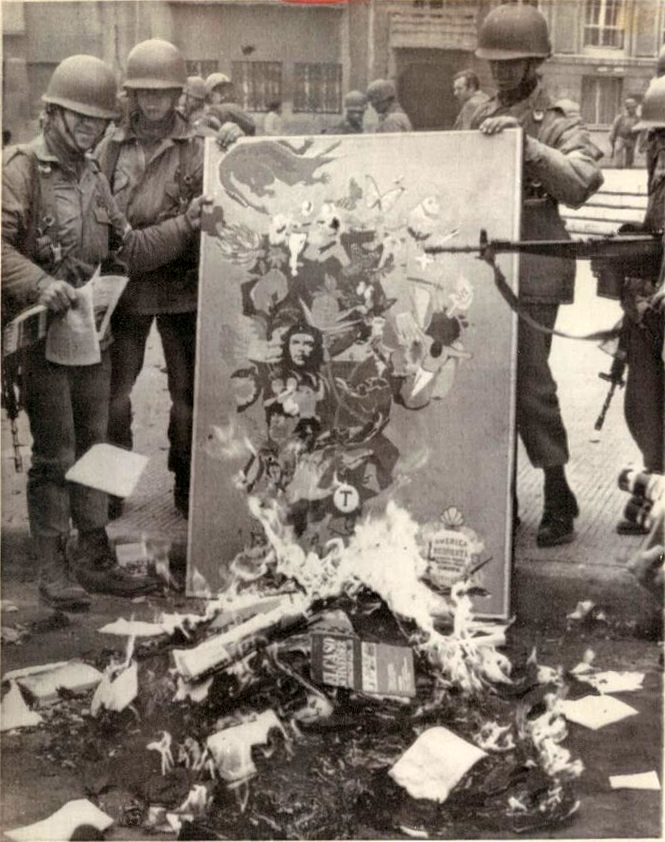
Quema de libros durante el allanamiento a la Remodelación San Borja en Santiago el 23 de septiembre de 1973, posterior al golpe de Estado. Nótese la pintura con un retrato del Che Guevara siendo quemado.

Según el Dr. John Lenczowski, exdirector de Asuntos Europeos y Soviéticos del Consejo de Seguridad Nacional durante la Administración de Reagan, 'La Guerra Fría tomó muchas formas, incluida la guerras de poder, la carrera armamentista, chantaje nuclear, guerra económica, subversión, operaciones encubiertas y la batalla por las mentes de los hombres. Si bien muchas de estas formas tenían las trampas de los conflictos tradicionales de intereses nacionales, hubo una dimensión de la Guerra Fría que la hizo única entre las guerras: se centró en una guerra de ideas, una guerra entre dos filosofías políticas alternativas.
Durante la Guerra Fría, Estados Unidos y otras potencias occidentales desarrollaron una sólida infraestructura para librar una "guerra de ideas" contra la ideología comunista promulgada por la Unión Soviética y sus aliados Durante las administraciones de Harry S. Truman y Dwight D. Eisenhower, la llamada edad de oro de las operaciones de propaganda, contrapropaganda y diplomacia pública estadounidenses, el gobierno de EE. UU. llevó a cabo un sofisticado programa de actividades abiertas y encubiertas diseñadas para dar forma a la opinión pública detrás del Telón de Acero, dentro de los círculos intelectuales y culturales europeos, y en todo el mundo en desarrollo. Estados Unidos pudo llegar a entre el 50% y el 70% de las poblaciones detrás del Telón de acero durante la década de 1950 a través de sus transmisiones internacionales. El interés de alto nivel en tales operaciones disminuyó durante la década de 1970, pero recibió un énfasis renovado bajo el presidente Ronald Reagan, el Gran Comunicador, quien, como Dwight D. Eisenhower, fue un firme defensor de el componente informativo de la estrategia de la Guerra Fría de Estados Unidos.
Sin embargo, con el final de la Guerra Fría, el interés oficial se desplomó una vez más. Durante la década de 1990, el Congreso y el poder ejecutivo menospreciaron las actividades informativas como costosos anacronismos de la Guerra Fría. Se recortó el presupuesto para los programas informativos del Departamento de Estado y se disolvió la USIA, un organismo casi independiente que dependía del secretario de estado, y sus responsabilidades se transfirieron a un nuevo subsecretario de estado para la diplomacia pública.

## Uso en la guerra contra el terrorismo
El terrorismo es una forma de guerra política y psicológica; es propaganda prolongada, de alta intensidad, dirigida más al corazón del público ya la mente de los que toman las decisiones, y no a las víctimas físicas. Hay un creciente reconocimiento entre los funcionarios del gobierno, periodistas y analistas del terrorismo de los EE. UU. de que derrotar a al-Qaida, posiblemente el principal desafío a la seguridad de los EE. UU., requerirá mucho más que "neutralizar" a los líderes, desbaratar celdas y redes de desmantelamiento. La Comisión del 11-S concluyó en su informe final que eliminar a al-Qaida como un peligro formidable requiere en última instancia "prevalecer a largo plazo sobre la ideología que da lugar al terrorismo islámico".
Como Akbar Ahmed, un erudito musulmán que ocupa la Cátedra de Estudios Islámicos en la Universidad Americana, explica: Bien entendida, esta es una guerra de ideas dentro del Islam—algunas de ellas fieles a los auténticos Islam, pero algunos de ellos claramente no islámicos e incluso Blasfemia hacia el pacífico y compasivo Alá del Corán.
Los estadounidenses, en general, se oponen fundamentalmente a librar lo que parece ser una lucha descaradamente ideológica que parece bastante antinatural para los estadounidenses y otros occidentales, que tienden a restar importancia a factores intangibles como las ideas, la historia y la cultura como motivadores políticos, prefiriendo en cambio hacer hincapié en aspectos relativamente más concretos. impulsores como la seguridad personal y el bienestar físico.
El ejército de los Estados Unidos ha comenzado recientemente a incorporar una comunicación estratégica en sus operaciones generales de batalla en la Guerra contra el terrorismo, especialmente en Afganistán e Irak. Además del papel tradicional de los militares de usar la fuerza, están comenzando a usar la guerra política e ideológica contra el enemigo como un método para influir en las poblaciones locales para que se opongan, digamos, a los talibanes o al Qaeda. . El antiguo filósofo chino Sun Tzu dijo una vez que luchar y vencer en todas tus batallas no es la excelencia suprema; la excelencia suprema consiste en romper la resistencia del enemigo sin luchar. The War of Ideas attempts to "break the enemy's resistance."

## Uso de los medios de comunicación por parte de los terroristas
Los objetivos de comunicación estratégica de los usuarios de tácticas terroristas tienen como objetivo legitimar, propagar e intimidar a su audiencia. Su hábil manejo de los medios masivos de comunicación e internet les ha permitido seguir generando nuevas generaciones de seguidores.
El mensaje de Al-Qaida, difundido amplia y eficazmente a través de todos los medios de comunicación de masas, incluido Internet, tiene un poderoso atractivo en gran parte del mundo musulmán. En 2007, un portavoz de al-Qaeda describió la influencia estratégica de los medios de comunicación de Osama bin Laden en el mundo árabe:
Sheikh Usama sabe que la guerra de los medios no es menos importante que la guerra militar contra Estados Unidos. Por eso al-Qaeda tiene muchas guerras mediáticas. El jeque ha hecho de la estrategia mediática de al-Qaeda algo que buscan todas las cadenas de televisión. Hay ciertos criterios para que las estaciones puedan transmitir nuestros videos, el principal de los cuales es que no ha tomado una posición anterior contra los muyahidines. Eso quizás explica por qué preferimos Al-Jazeera al resto.
Los medios e Internet permiten que los terroristas prosperen de manera cancerosa en la libertad que brindan las democracias. La cobertura mediática intensiva, a veces obsesiva, de un acto terrorista genera el efecto psicológico deseado. Las acciones terroristas se planifican y organizan de manera que causan un efecto comunicativo estratégicamente máximo, al mismo tiempo que requieren recursos mínimos. La relación simbiótica entre los eventos terroristas y los medios es evidente: los perpetradores tendrían mucho menos impacto sin la publicidad de los medios y difícilmente se puede esperar que los medios se resistan a informar. La televisión por satélite e Internet ofrecen a los terroristas mayores posibilidades de influir y manipular a las audiencias.

## Métodos
Por ejemplo, en la batalla de Occidente contra los terroristas yihadistas:
Asegurar la propia credibilidad mientras se socava la credibilidad de los yihadistas es uno de los elementos clave para ganar esta batalla. Es posible contrarrestar los tres principales objetivos de la comunicación terrorista, la propagación y ampliación de su movimiento, la legitimación de su movimiento y la coerción e intimidación de sus enemigos. Además de eliminar las causas profundas y aliviar las condiciones subyacentes, los motivadores y los facilitadores del terrorismo, como las bases físicas de los terroristas, es vital desarrollar un plan de comunicación antiestratégico eficaz, que explote las debilidades y contradicciones en el uso de las técnicas de comunicación estratégica por parte de los yihadistas. ganar el conflicto asimétrico con los terroristas yihadistas.

## Otras lecturas
- Antulio Joseph Echevarria (June 2008). «Wars of Ideas and the War of Ideas». SSI Monographs. Carlisle, United States: Strategic Studies Institute of the US Army War College (SSI). p. 63. ISBN 978-1-58487-359-4. Archivado desde el original el 26 de agosto de 2016. Consultado el 22 de enero de 2013. This pivotal article clearly defines and describes succinctly four different types of wars of ideas.
- Paul Berman; Scott Malcomson; James Traub; David Rieff; Ian Burama; Michael Ignatieff (7 de septiembre de 2011). «A Free-for-All on a Decade of War: a post-9/11 debate on what has been learned and where our conclusions might take us». New York Times Magazine. pp. 38-41.
- "Fighting the War of Ideas like a Real War" by J. Michael Waller (The Institute of World Politics Press,2007.)ISBN 0-615-14463-2
- "The War of Ideas: Jihadism against Democracy" by Walid Phares (Palgrave Macmillan, 2008.) ISBN 0-230-60255-X
- "Public Diplomacy: Ideas for the War of Ideas" by Peter Krause and Stephen Van Evera,Middle East Policy Council[1]
- The War of Ideas Website
- "Winning the War of Ideas Archivado el 13 de junio de 2011 en Wayback Machine." by Robert R. Reilly
- "Debating the War of Ideas" by John Gallagher (Palgrave Macmillan Publishing, 2009.) ISBN 0-230-61936-3
- "The Fight is For Democracy: Winning the War of Ideas in America and the World," Edited by George Parker (Harper Collins Books, 2003) ISBN 0-06-053249-1
- "Jihadist Terrorist Use of Strategic Communication Management Techniques (enlace roto disponible en Internet Archive; véase el historial, la primera versión y la última)." by Dr. Carsten Bockstette
- Gendron, Angela, "Trends in Terrorism Series: Al-Qaeda: Propaganda and Media Strategy Archivado el 23 de febrero de 2008 en Wayback Machine."
- Lachow, Irving & Richardson, Courtney, "The Terrorist Use of the Internet—The Real Story Archivado el 9 de enero de 2009 en Wayback Machine.", JFQ, Issue 45, 2nd Quarter 2007.
- Lynch, Marc, "Al-Qaeda’s Media Strategies", National Interest Online, January 3, 2006.
- Whitlock, Craig, "Keeping al-Qaeda in His Grip Al-Zawahiri Presses Ideology, Deepens Rifts among Islamic Radicals", Washington Post Foreign Service. Sunday, April 16, 2006.